# Super Adventure Island
Super Adventure Island (高橋名人の大冒険島?, Takahashi Meijin no Daibōken Jima, lett. "Master Takahashi's Great Adventure Island") è un videogioco a piattaforme della Hudson Soft pubblicato per SNES. Fu originariamente pubblicato in Giappone l'11 gennaio 1992. In seguito il gioco venne reso disponibile negli Stati Uniti nell'aprile dello stesso anno, e in Europa il 19 novembre. Si tratta del terzo capitolo in ordine di produzione della serie Adventure Island, e ad esso sono seguiti New Adventure Island, Adventure Island 3, Super Adventure Island II e Takahashi Meijin no Bōken Jima IV, esclusiva giapponese per Famicom.

## Trama
Nel corso delle sue avventure, Master Higgins riuscì a mantenere la pace e la tranquillità della sua casa, la mistica Adventure Island, e si guadagnò persino l'amore e il sostegno della "Miss Giungla" locale, l'adorabile Tina. Di notte, il giovane eroe si godeva tranquillamente un meritato riposo con la sua riconoscente fidanzata Tina, lealmente appoggiata al suo fianco in cima a un albero. Quando il calore del tocco delicato di ella si trasforma improvvisamente in un gelido gelo, si volta e scopre con sorpresa che il malvagio stregone, Dark Cloak, ha usato un incantesimo per trasformare Tina in una statua di pietra per l'eternità. Dark Cloak si ritira sulla leggendaria Ice Mountain al di là del mare, e Higgins decide di sconfiggere il malvagio stregone per farla tornare normale.

## Modalità di gioco
Il gameplay è molto simile a quello del primo gioco della serie, ovvero Adventure Island, ed è un tipico platform 2D a scorrimento orizzontale nello stile di Super Mario Bros.. Super Adventure Island è diviso in cinque livelli, ognuno composto da tre stage. Il titolo è ambientato su isole tropicali e tutti i livelli sono progettati di conseguenza: giungla, spiaggia, grotte, deserto e ghiacciaio. Alla fine di ogni livello, Master Higgins incontra il boss, una delle guardie del malvagio stregone Dark Cloak. Ciascun livello ha un tempo limite per essere completato, dopodiché il giocatore perde una vita. Per ripristinare il limite di tempo, il protagonista può raccogliere la frutta sparsa nei vari luoghi. Numerosi nemici e ostacoli ostacolano il passaggio da un luogo all'altro: molluschi, ragni, pipistrelli, abissi senza fondo, massi giganti rotolanti, ecc. Per affrontare con maggiore successo i nemici, Master Higgins può acquisire asce di pietra da lancio e boomerang; queste armi collezionandole diventano palle di fuoco. Inoltre, a volte c'è l'opportunità di trovare uno skateboard, il che accelera notevolmente il cammino verso il traguardo.

## Accoglienza
Super Adventure Island ebbe delle recensioni molto positive dalla critica. AllGame diede il punteggio di 4.5/5, osservando che il titolo ha la stessa giocabilità del predecessore con ottima grafica, colonna sonora più varia e una varietà di sfide, pur criticando la lentezza dei movimenti e il numero limitato di salti del personaggio principale, concludendo che "è comunque un'avventura piacevole". Super Gamer assegna la percentuale complessiva del 42%, elogiando la grafica, ma critica il gameplay. Quattro su cinque sono le stelle di Super Power: loro trovano la musica favolosa, le animazioni un successo e gli sprite spettacolari. Video Games & Computer Entertainment lo premia con un 8/10, notando però la decisione degli sviluppatori di invertire la posizione dei pulsanti di fuoco e salto, il che rende i comandi di gioco difficili da usare e decisamente frustranti all'inizio.
Le percentuali di Video Games e Joypad date al gioco sono rispettivamente del 67% e del 90%; il primo non lo considera "super" ma un Wonder Boy piuttosto poco accattivante, mentre il secondo ritiene il software molto piatto nonostante un pacchetto complessivamente sviluppato. Super Action ha dato l'87% come percentuale, preferendo di gran lunga Wonder Boy in fatto di giocabilità. 84% è la valutazione di Joystick, il quale dice di essere un po' deluso dalla difficoltà nel suo complesso e che lo rivolge ai principianti. Computer+Videogiochi lo critica per mancanza di originalità sebbene abbia dato il 93%. Con la percentuale assegnata del 93,3%, Videogame & Computer World lo consiglia vivamente agli appassionati del genere arcade. Control, con il suo 73% loda la sua musica ma considera la difficoltà troppo facile. Infine, il voto senza parere della rivista Hobby Consolas è 90/100.
Nel 2018, Complex piazza Super Adventure Island all'80° posto nel loro "The Best Super Nintendo Games of All Time".